# Portrait de Paul Guillaume (Van Dongen)
Pour les articles homonymes, voir Portrait de Paul Guillaume.
Portrait de Paul Guillaume est un tableau réalisé par le peintre français Kees van Dongen vers 1930. Cette huile sur toile est un portrait du marchand d'art Paul Guillaume vêtu d'un costume arborant le ruban rouge de l'ordre national de la Légion d'honneur. Partie de la collection Jean Walter et Paul Guillaume, l'œuvre est conservée au musée de l'Orangerie, à Paris.